# Celtis occidentalis
Celtis occidentalis, el almez americano, es una especie fanerógama perteneciente a la familia Cannabaceae. 

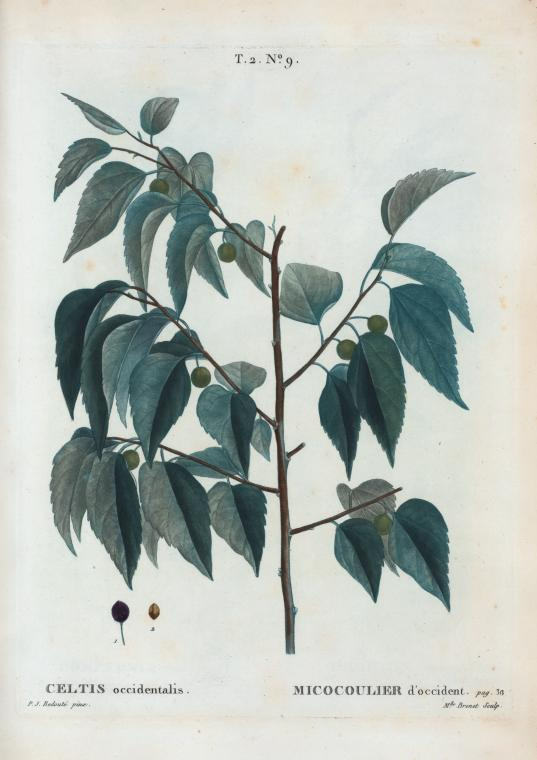
Ilustración

## Distribución
Es un gran árbol nativo de Norteamérica.

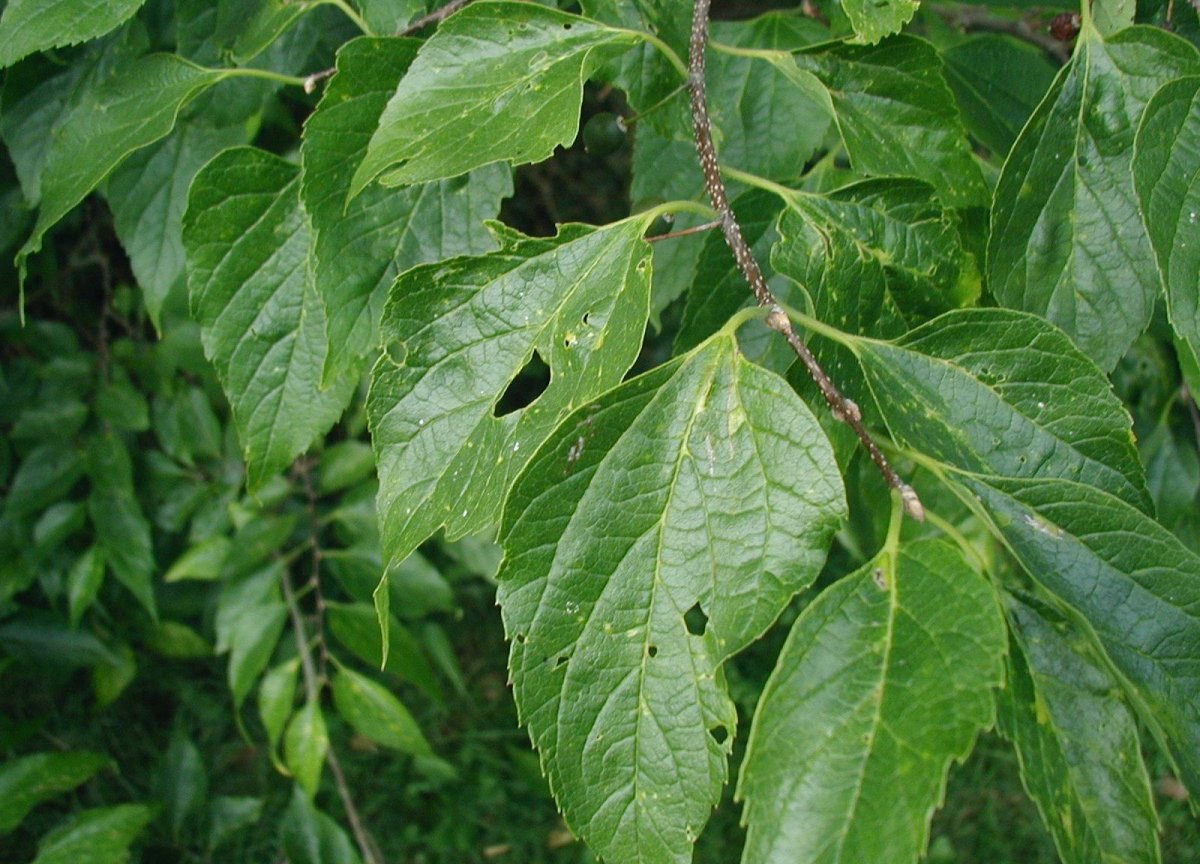
Hojas.

## Descripción
Este árbol se distingue por su corteza de corcho con grandes verrugas. Sus hojas son asimétricas y de textura gruesa. Produce pequeñas bayas que se tornan naranja-rojo a negro-púrpura. Son fácilmente confundidos con  (Celtis laevigata) y su más fácil distinción es por sus hojas y hábitat. Su madera es suave y se pudre con facilidad, haciendo que esta sea no deseada comercialmente, aunque a veces es utilizado para los muebles u otros usos. Las bayas, aunque son comestibles, son pequeñas y suelen estar fuera de alcance; por lo que rara vez son comidos por los seres humanos. El árbol sólo se utiliza ocasionalmente como un árbol del paisaje, aunque su tolerancia a las condiciones urbanas lo hacen adecuado para esta función.

## Características
Es un gran árbol con un magnífico tronco que alcanza los 60 metros de altura con una copa muy ramificada. Prefiere los suelos húmedos, pero también crecen en colinas y roquedales. Las raíces son fibrosas y crecen rápidamente.
- Corcho: Marrón claro o gris plateado.
- Madera: Amarillo claro, pesada, suave pero no fuerte. Usada en el contrachapado de muebles.
- Hojas: Alternas, ovadas a ovadas lanceoladas, serradas excepto en la base que son enteras, caducifolias, trinervadas de color verde pálido amarillento al caer, cuando crecen son verde brillante.
- Flores: Se producen en mayo después de las hojas. Son pediceladas de color verdoso.
- Cáliz: Amarillo verdoso, cinco-lobulado, dividido cerca de la base con lóbulos lineales.
- Estambres: Cinco con filamentos blancos.
- Fruto: Drupa carnosa, oblonga de color púrpura oscuro que se mantiene en las ramas durante el invierno.[2]

## Usos
Se utiliza principalmente para paisajismo.
Las bayas del árbol, del tamaño de un guisante, son comestibles y maduran a principios de septiembre. A diferencia de la mayoría de las frutas, las bayas se caracterizan por ser notablemente ricas en calorías provenientes de grasas, carbohidratos y proteínas, y estas calorías son fácilmente digeribles sin cocinarlas ni prepararlas. Los nativos americanos de Omaha comían las bayas de manera informal, mientras que los dakota las usaban como saborizante para la carne, machacándolas con semillas y todo.

## Taxonomía
Celtis occidentalis fue descrita por Carlos Linneo y publicado en Species Plantarum 2: 1044. 1753.
Etimología
Celtis: nombre genérico que deriva de céltis f. – lat. celt(h)is  = en Plinio el Viejo, es el nombre que recibía en África el "lotus", que para algunos glosadores es el azufaifo (Ziziphus jujuba Mill., ramnáceas) y para otros el almez (Celtis australis L.)
occidentalis: epíteto latíno que significa "de occidente".
Variedades
- Celtis occidentalis var. canina (Raf.) Sarg.
- Celtis occidentalis var. occidentalis L.
- Celtis occidentalis var. pumila (Pursh) Gray[6]

Sinonimia
- Celtis audibertiana Spach
- Celtis audibertiana var. oblongata Spach
- Celtis audibertiana var. ovata Spach
- Celtis cordata Pers.
- Celtis cordifolia L'Hér. ex Duham.
- Celtis crassifolia Lam.
- Celtis crassifolia var. eucalyptifolia Spach
- Celtis crassifolia var. morifolia Spach
- Celtis crassifolia var. tiliifolia Spach
- Celtis floridana Raf.
- Celtis heterophyla Raf.
- Celtis longifolia Nutt.
- Celtis morifolia Raf.
- Celtis obliqua Moench
- Celtis parvifolia Raf.
- Celtis procera Salisb.
- Celtis scabra Dippel
- Celtis tenuifolia Raf.
- Celtis urticifolia Raf.
- Sponia occidentalis G.Don
- Sponia pumila G.Don[7][8]